# Lebzelterei Kastner

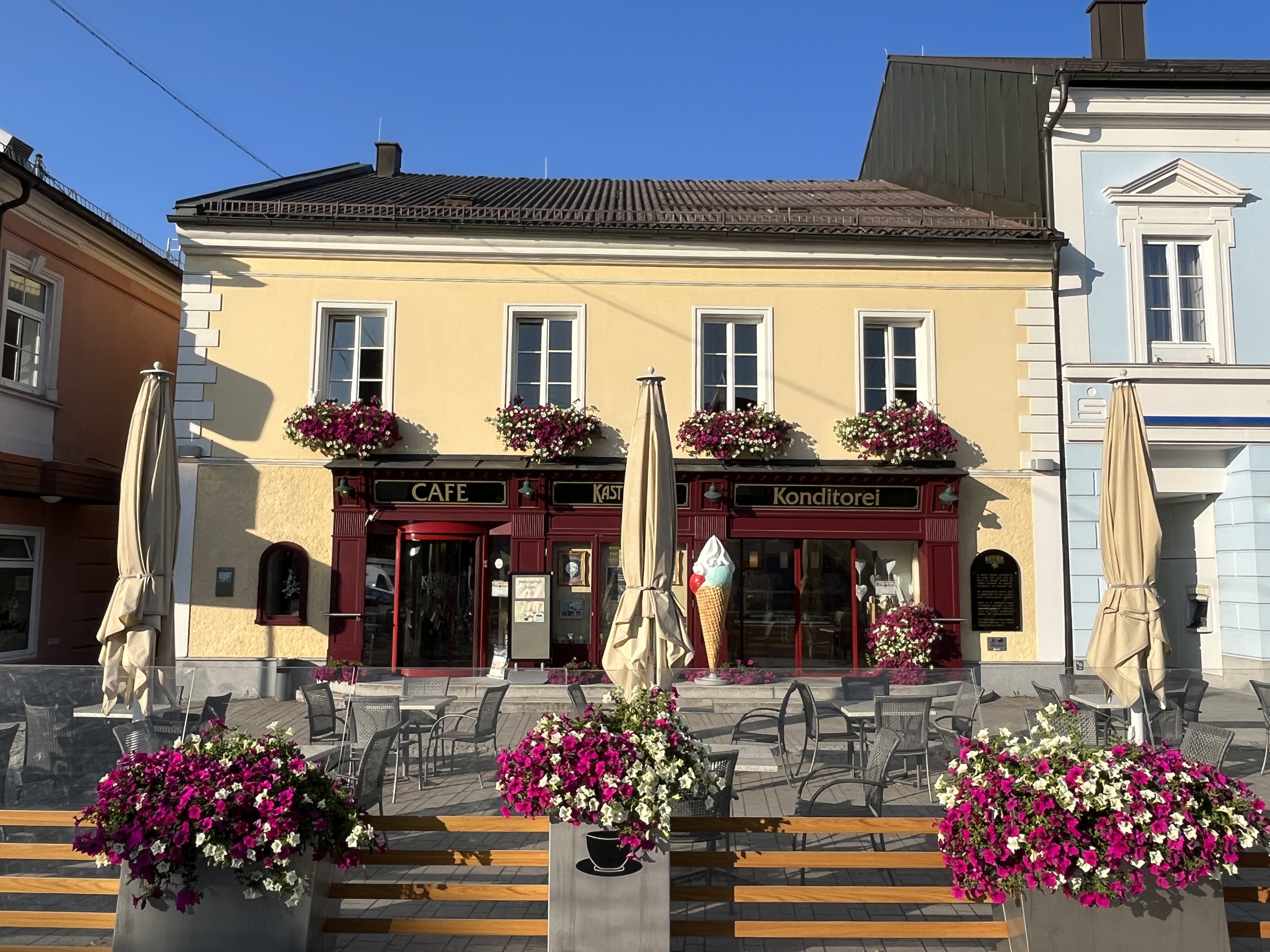
Kastners Lebzelterhaus in der Altstadt von Bad Leonfelden

Die Lebzelterei Kastner war ein von 1558 bis 2001 tätiger Lebzelter-Familienbetrieb in Bad Leonfelden in Oberösterreich. Die Nachfolgefirma Kastner stellt Lebkuchen, Kekse, Confiserie und Waffeln her.

## Geschichte

### Anfänge

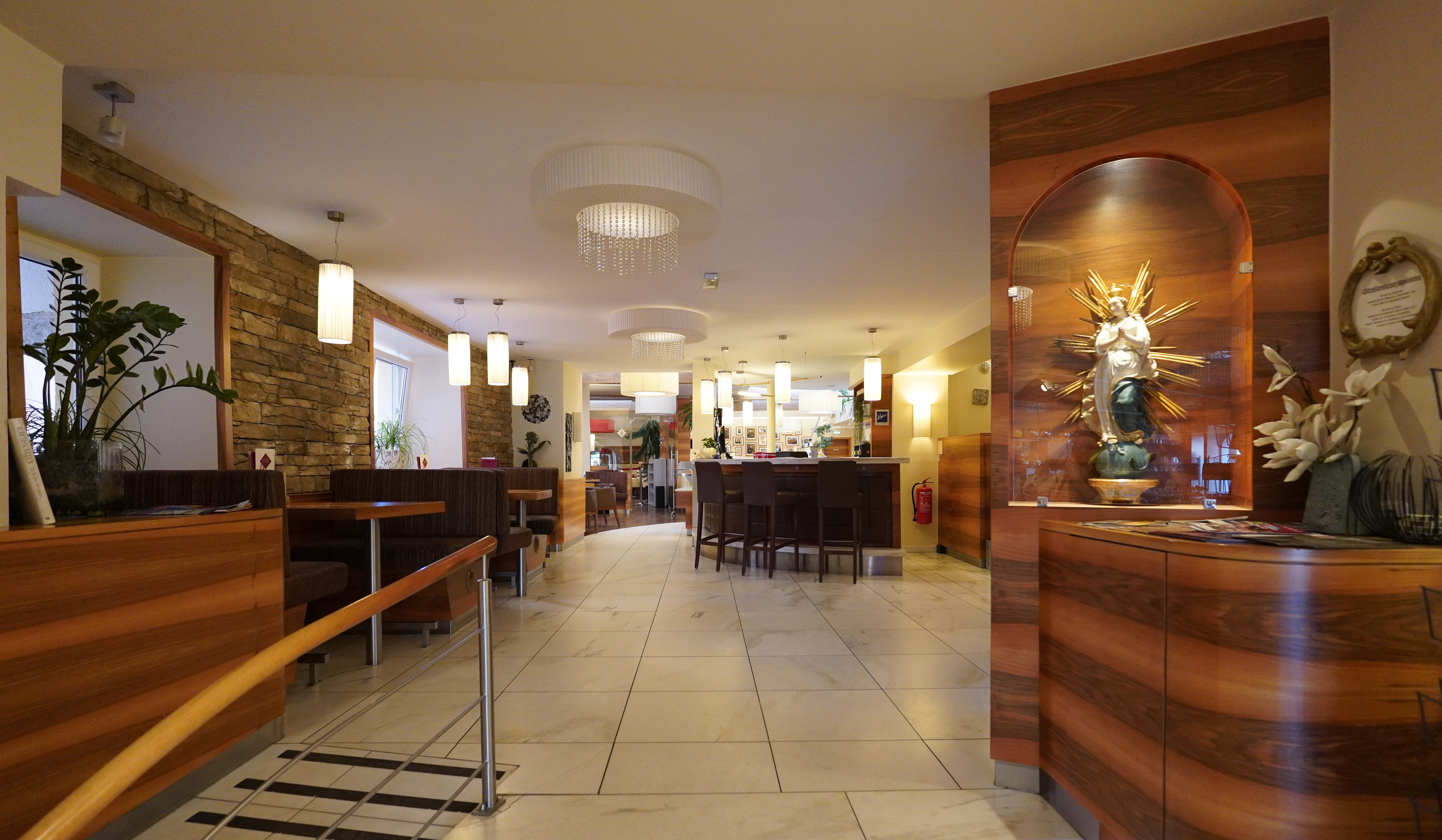
Innenraum des Stammhauses

Im Stammhaus der Kastner am Hauptplatz 26 (ehemals Leonfelden Nr. 18), Ecke Nagelschmiedgasse, trägt ein Balken neben der Jahreszahl 1558 schon das alte Handwerkszeichen der Lebzelter. Im Jahr 1559 wurde der Name Kastner erstmals in Verbindung mit dem uralten Handwerk erwähnt. Das betreffende Schriftstück im Besitz von Pater Benedikt Kastner, der bis 1945 Dechant von Malsching (Malšín) bei Hohenfurt (Vyšší Brod) war, ging in den Wirren der Nachkriegszeit jedoch verloren.
Die Lebzelter des Landes ob der Enns legten 1636, als sie der Wiener Lebzelterzunft noch in einer Viertellade angehörten, ihr erstes Meisterbuch an. Darin ist aufgezeichnet, dass Hanns Georg Castner (um 1637–1717) am 17. Juni 1650 zum Fest Corpus Christi (Fronleichnam) beim Linzer Lebzeltermeister Georg Kayser (1620–1702) als Lehrjunge aufgenommen wurde und dass er am 16. Jänner 1658 in zweiter Ehe heiratete.

### Blütezeit
Im Jahr 1665 wurde eine eigene oberösterreichische Lebzelterzunft mit Sitz in Linz gegründet, deren Aufzeichnungen sich im zweiten Meisterbuch von 1658 bis etwa 1760 befinden. Im Mühlviertel gab es neben der Familie Kastner noch Lebzelter in Haslach, Freistadt, Grein, Perg, Mauthausen und später auch in Oberneukirchen. In Linz gab es drei Lebzelter, in Wels und Steyr zwei Werkstätten, in den anderen Städten bzw. Märkten im Land ob der Enns gab es aber nur jeweils einen einzigen Lebzelter-Betrieb. In den Protokollen der jeweils am Fronleichnamstag in Linz abgehaltenen insgesamt über 200 Jahresversammlungen der Lebzelterzunft ist Kastner der weitaus häufigste Name, waren doch Meister dieser Familie von der ersten bis zur vorletzten Jahresversammlung 1867 dabei.
Zu Fronleichnam 1676 ging Hanns Georg Castner als erster Preisbrecher in die Geschichte der oberösterreichischen Lebzelterzunft ein, weil er wider Abmachung Starkmet „ohne Scheu“ um 10 statt 12 Kreuzer und Süßmet um 8 statt 10 Kreuzer verkauft hatte. Er musste dafür 5 Gulden in die Lade zahlen.
Die Lebzelterei zählte als „geschenktes Gewerbe“, das gewisse Sozialleistungen bot. Die auf der Walz befindlichen Gesellen erhielten dabei nicht nur den Willkommenstrunk (ein)„geschenkt“, sondern wurden von den Meistern auch bewirtet und beherbergt. Hatte Kastner gerade keine freie Stelle, so wurden die Gesellen im 1505 erbauten Bürgerspital des Marktes verpflegt.
Die Kastner waren Mitglieder der 1673 in der Spitalskirche gegründeten Josephi-Bruderschaft, die neben Religiösem und Karitativem auch die Förderung von Kirchenmusik und Kirchengesang zum Ziel hatte.
Im Lauf der Jahrhunderte stellten die Leonfeldner Lebzelter auch etliche Marktrichter, Ratsherren und später Bürgermeister. Mehrmals wurden sie mit dem Salzamt betraut, das zur Verwaltung des einträglichen Salzhandels entlang des Linzer Steigs eingerichtet worden war, so etwa Hans Caspar Castner ab 1713, Hans Georg Castner ab 1737 oder der 1742 aus Enns gekommene Ferdinand Adler, der die Lebzelterei vorübergehend an Stelle des noch minderjährigen Halbwaisen Franciscus Ignatius Kastner weiterführte. Der großjährige Franz Ignaz (1737–1800) war sehr geschäftstüchtig und verkaufte seine Lebkuchen, seine Wachswaren und seinen Met auf den großen Hauptjahresmärkten in Linz, Wien und Budapest. Mitte des 19. Jahrhunderts brachte das Unternehmen seine Produkte sogar auf eigenen Plätten donauabwärts in die beiden Hauptstädte der Doppelmonarchie.

### Umbrüche
Der junge Bürgermeister Franz Kastner (1819–1859) kandidierte 1848 für den ersten Österreichischen Reichstag, unterlag aber dem älteren, regionalen Gegenkandidaten Anton Hofer. 1857 war er Gründungsmitglied des „Liederkränzchens Leonfelden“. Auf wirtschaftlichem Gebiet kämpfte er gegen den allgemeinen Niedergang des Lebzeltergewerbes, gegen die Konkurrenz der Zuckerbäcker, die billigen Rübenzucker statt Honig einsetzten, gegen die neuen Paraffin- und Stearin-Fabriken und gegen die aufkommenden, großen Bierbrauereien, deren Produkte den Met als Volksgetränk ablösten. Nach seinem Tod war die tatkräftige Witwe Anna Kastner (1812–1870) Vormund der minderjährigen Kinder; sie eröffnete 1862 ein Verkaufsgeschäft in Linz Nr. 53 (heute Klosterstraße) und 1867 einen Verkaufsstand Am Hof in Wien.
Ihr Sohn Franz Kastner (1839–1904) war nach seinen Erfahrungen in Nordamerika (1868–1870) als erfolgreicher Unternehmer tätig. 1881 gründete er gemeinsam mit dem Blaudrucker Karl Wagner das nach seinem Vornamen benannte „Franzensbad“, das bis in die Zeit des Ersten Weltkriegs in Betrieb war und vor allem Gäste aus Böhmen (Krummau, Iglau, Pilsen) anlockte.
Beim Großbrand des Jahres 1892, dem über 90 Leonfeldener Markthäuser zum Opfer fielen, wurden auch wertvolle alte Firmenunterlagen und die Bestände des Familienarchivs der Familie Kastner vernichtet, sodass diese Quellen nicht mehr für Nachforschungen zur Verfügung stehen.
Franz Kaspar Kastner (1874–1940) stellte auf der oberösterreichischen Landeshandwerkerausstellung in Linz 1909, wo er mit der „Silbernen Medaille“ ausgezeichnet wurde, den „Leonfeldner Pumpernickl“ vor, der zum Verkaufsschlager werden sollte.
Nach der mühevollen Aufbauarbeit nach dem Zweiten Weltkrieg wurde im Jahre 1970 die erste Lebkuchenmaschine im Lebzelterhaus am Marktplatz in Betrieb genommen. 1976 wurde die erste Lebkuchen-Fabrik außerhalb des Ortszentrums gebaut. Das 1980 vorgestellte Produkt Rumbapflaume wurde zur bekannten Marke der Firma.

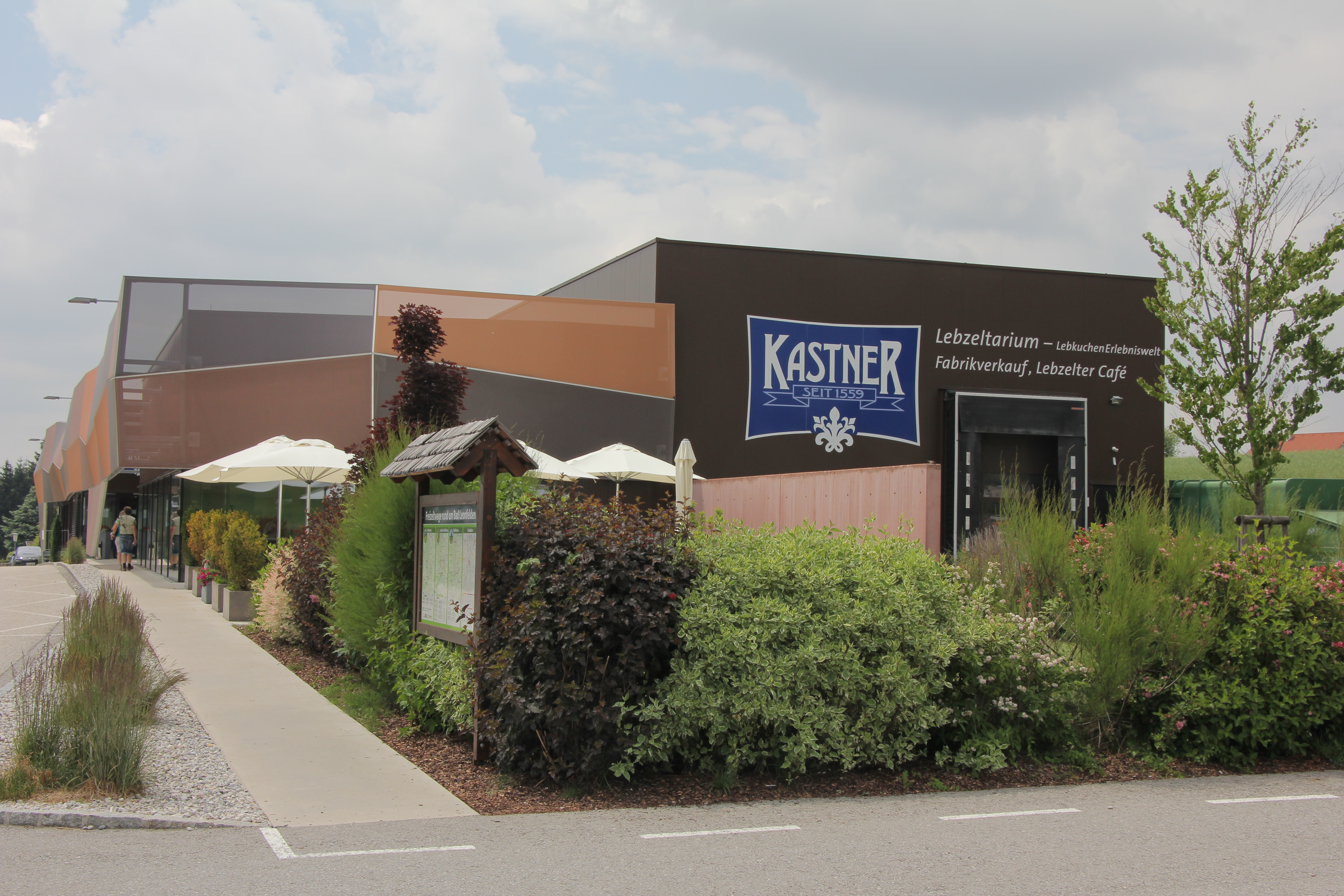
Kastners Lebzeltarium in Bad Leonfelden

2001 erfolgte ein Management Buyout an die neuen Eigentümer Franz Weglehner und Paulus Nimmervoll, die 2013 die Lebkuchenerlebniswelt „Lebzeltarium“ eröffneten.

## Persönlichkeiten
- Klemens Brosch (1894–1926), Enkel von Eduard Kastner, war Maler und Grafiker.
- Otfried Kastner (1899–1988) war Kunsthistoriker und Heimatforscher.
- Walther Kastner (1902–1994) war Universitätsprofessor und Mäzen des Oberösterreichischen Landesmuseums.